# 鞣酸

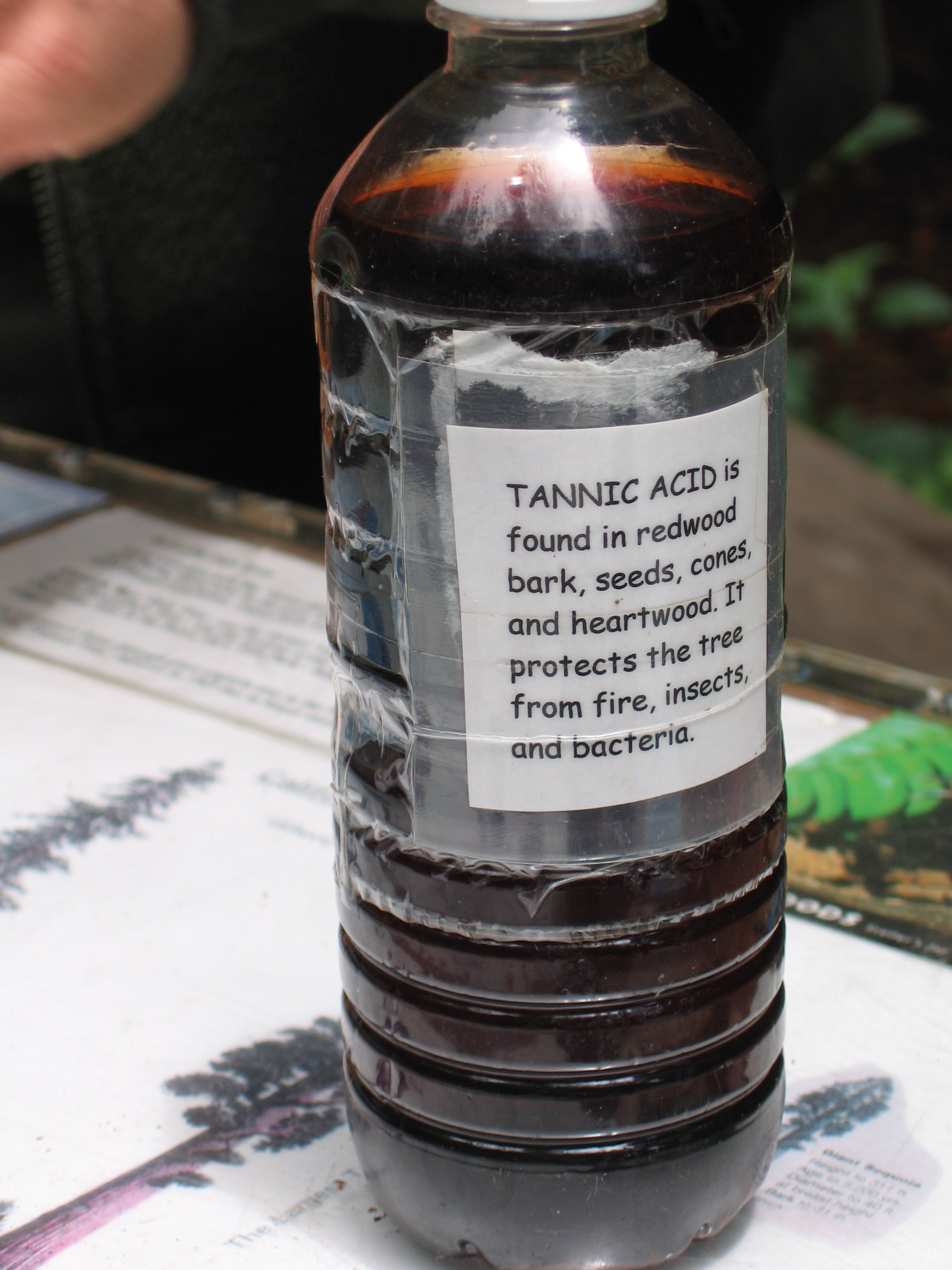
鞣酸的水溶液。

鞣酸（英語：tannic acid）又称单宁酸，是丹宁的一种特殊形式，属一种多酚。它具有弱酸性，pKa≈6，这来自它的很多酚羟基。商品鞣酸的化学式通常写作C76H52O46，对应着十棓酰葡萄糖，但实际上它是多聚赖氨酸葡萄糖或多聚棓酰奎尼酸酯的混合物，每个分子个体的数目为2至12，这取决于用于提取鞣酸的植物来源。市售的单宁酸通常会从以下任何植物部分提取：芋头荚、鹽膚木、没食子。
根据外部参考文献中提供的定义，如国际药典、食品化学法典和FAO-WHO鞣酸专著，只有来自上述植物的单宁才能被认为是鞣酸。有些栗子或橡木提取物也被称为鞣酸，但这是术语的不正确用法。它是一种黄色至浅棕色无定形粉末；每升水可以溶解2850克（1.7 mol/L）。
虽然鞣酸是一种特定类型的单宁（植物多酚），但这两个术语有时会（不正确地）互换使用。长期以来滥用术语，并将其纳入学术文章中，引起了混乱。这与绿茶和红茶相比尤其普遍，两者都含有单宁但不含鞣酸。
由于鞣酸的组成不确定，它不是任何类型的单宁分析的合适标准。

## 用途
1. 可用作食品抗氧化剂。一般与维生素E、维生素C或没食子酸等混合后使用。
2. 单宁用作水基钻井液的降黏剂、降滤失剂、能改善滤饼质素。也用于鞣制生皮使其转化为革。单宁具有与蛋白质、多糖、生物碱、微生物、酶、金属离子反应的活性，并具有抗氧化、捕捉自由基、抑菌、衍生化反应的特性。目前它在食品加工、果蔬加工、贮藏、化妆品、医药和水处理等方面应用越来越广泛。
3. 鞣酸因能与蛋白质结合生成不溶于水的鞣酸蛋白，故在洗发剂中加入可防止发纤维蛋白质的溶解而保护头发，在指甲用品中使用则可增加指甲强度。没食子鞣酸和异没食子鞣酸具强烈的自由基清除作用，效用与没食子酸、儿茶精类化合物相似，用于护肤品可防晒、亮肤。鞣酸有收敛性和抗菌性，临床用于治疗局部出血，可用于牙膏护齿和防止牙龈出血。
4. 主要用于医药、墨水、印染、皮革和冶金等工业以及水处理中，单宁在水处理过程中，具有絮凝、脱氧、阻垢和杀菌作用。由于分子结构中有大量的羟基和部分水解后所产生的羧基，因此与水中的钙，镁离子生成络合物，阻止锅炉水中的钙、镁离子形成水垢，也可减少冷却水中硫酸钙的沉积，起到分散作用。另外，单宁的凝聚力可将沉淀物聚集成水渣，通过排污排出锅炉和冷却水系统。
5. 可以用作低度酒、果酒的澄清剂。也可用作皮革鞣制剂。
6. 单宁酸用于镀锌层的无铬钝化。